# Pierre de Polignac
Prințul Pierre de Monaco, Duce de Valentinois (franceză Duc de Valentinois; 24 octombrie 1895 – 10 noiembrie 1964) a fost tatăl Prințului Rainier al III-lea de Monaco. A fost promotor al artei, muzicii și literaturii în Monaco și a fost șeful delegației țării sale la UNESCO și la Comitetul Internațional Olimpic.

## Biografie
Născut la castelul Kerscamp, Hennebont, Morbihan, Franța, și a fost botezat Pierre Marie Xavier Raphaël Antoine Melchior de Polignac. A fost al patrulea fiu și cel mai mic copil al contelui Maxence Melchior Edouard Marie Louis de Polignac (1857–1936) și a soției sale de origine mexicană cu care s-a căsătorit la Paris în 1881, Susana Mariana Estefanía Francisca de Paula del Corazón de Jesús de la Torre y Mier (1858–1913).

### Căsătorie
S-a căsătorit civil la 19 martie și religios la 20 martie 1920 la Monaco cu Prințesa Charlotte de Monaco (născută Charlotte Louise Juliette Louvet), fiica nelegitimă dar adoptată a Prințului Louis al II-lea de Monaco cu Marie Juliette Louvet.
Pierre de Polignac, membru al unei ramurii a unei dintre cele mai renumite familii ducale din Franța, nobili din secolul al XII-lea, duci din 1780, un descendent al favoritei reginei Maria Antoaneta, Yolande de Polatron, ducesă de Polignac), el și-a schimbat numele și blazonul în cele ale Casei Grimaldi, cu o zi înainte de nuntă. A devenit supus al Prințului de Monaco la 29 februarie 1920. Începând cu ziua când a avut loc căsătoria religioasă curtea din Monaco s-a referit la el ca Duce de Valentinois.
Porivit scriitorului britanic și prieten al Prințului, căsătoria nefericită a Prințului Pierre a fost complicată de homosexualitatea lui și de aventurile ei. La jumătatea anilor 1920 cuplul s-a separat neoficial, Prințul Pierre locuind în apartamentul său din Paris și la o moșie situată în apropierea orașului.
Prințul Pierre și Prințesa Charlotte s-au separat juridic la 20 martie 1930 la Paris și au divorțat prin ordonanța dată de Prințul  Louis al II-lea la 18 februarie 1933. Divorțul a fost confirmat de un tribunal din Paris în decembrie în același an. Interdicția de a intra în Monaco a fost ridicată în aprilie 1933 și ulterior Prințul Pierre a primit o alocație de 500.000 de franci pe an.
El și soția lui au avut doi copii:
- Prințesa Antoinette de Monaco (1920–2011)
- Rainier al III-lea, Prinț de Monaco (1923–2005)

Prințul Pierre a murit la 10 noiembrie 1964, de cancer, la spitalul american Neuilly-sur-Seine, Paris, Franța.